# История строительства и эксплуатации Большого адронного коллайдера
История строительства и эксплуатации LHC — перечень основных этапов монтажа, наладки и эксплуатации оборудования Большого адронного коллайдера.

## Строительство
Идея проекта Большого адронного коллайдера родилась в 1984 году и была официально одобрена десятью годами позже. Его строительство началось в 2001 году, после окончания работы предыдущего ускорителя — Большого электрон-позитронного коллайдера.
- В октябре 2006 года закончено строительство специальной криогенной линии для охлаждения магнитов[1].
- 27 апреля 2007 года установлен в туннеле последний сверхпроводящий магнит[1].

## Испытания и эксплуатация

### 2008 год
11 августа 2008 года успешно завершена первая часть предварительных испытаний. Во время испытаний пучок заряженных частиц прошёл чуть более трёх километров по одному из колец БАК. Таким образом, учёным удалось проверить работу синхронизации предварительного ускорителя, так называемого протонного суперсинхротрона (SPS), и системы правой доставки луча. Эта система передаёт в основное кольцо разогнанные пучки таким образом, что они начинают двигаться по кольцу по часовой стрелке. В результате испытаний удалось оптимизировать работу системы.
24 августа прошёл второй этап испытаний. Была протестирована инжекция протонов в ускорительное кольцо БАК в направлении против часовой стрелки.
10 сентября был произведён официальный запуск коллайдера. В 12:24:30 по московскому времени (по официальной информации, в 12:28 по московскому времени) запущенный пучок протонов успешно прошёл весь периметр коллайдера по часовой стрелке. В 17:02 по московскому времени запущенный против часовой стрелки пучок протонов также успешно прошёл весь периметр коллайдера.
12 сентября, примерно в 00:30 по московскому времени, команде БАК удалось запустить и непрерывно удерживать циркулирующий пучок в течение 10 минут. Чуть позже пучок был запущен вновь и циркулировал уже непрерывно, прерываясь лишь в случае необходимости. На этом задача по установлению циркулирующего пучка завершилась, и физики приступили к подробным тестам магнитной системы. Также компьютерную сеть Церна взломала группа хакеров из Греции, получив доступ к серверам CMS.
19 сентября, в 14:05 по московскому времени, в ходе тестов магнитной системы сектора 3-4 (34) произошёл инцидент, в результате которого БАК вышел из строя. Согласно данным предварительного расследования, подтверждённым и детализированным позднее, один из электрических контактов между сверхпроводящими магнитами расплавился под действием возникшей из-за увеличения силы тока электрической дуги, которая пробила изоляцию гелиевой системы охлаждения (криогенной системы), что привело к выбросу около 6 тонн жидкого гелия в туннель и, как следствие, резкому росту температуры. Для восстановления криогенной системы потребуется вернуть этот участок ускорителя к комнатной температуре, а после ремонта — охладить его снова до рабочей температуры.
23 сентября официальный представитель ЦЕРНа сообщил, что БАК возобновит работу не раньше весны 2009 года.
16 октября ЦЕРН распространил пресс-релиз, в котором описываются промежуточные результаты расследования инцидента, произошедшего 19 сентября. Подробная техническая информация представлена в четырёхстраничном отчёте.
21 октября состоялась торжественная церемония официального открытия (инаугурация) БАК.
29 октября, в ходе восьмого заседания Комиссии по работе LHC (LHC Performance Committee), Роберто Сабан (Roberto Saban) озвучил подробности, касающиеся сектора 3-4 ускорительного кольца LHC, который пострадал во время сентябрьской аварии. Докладчик показал схему повреждённого участка ускорительного кольца, на которой было отмечено, насколько сместились те или иные магниты во время аварии. Новый анализ показал, что поднимать на поверхность для ремонта потребуется в 2-3 раза больше магнитов, чем было заявлено первоначально (речь уже идёт как минимум о полусотне магнитов и так называемых коротких прямых участков). Был разработан план действий для того, чтобы к концу декабря 2008 года поднять на поверхность все магниты, требующие ремонта. Кроме того, оказалось, что на внутренних стенках вакуумных труб осели частички металлов (прежде всего, меди и нержавеющей стали) и некоторых других материалов (стекловолокна), выброшенные в вакуумную трубу в момент аварии. Они достаточно крупные, размером в десятки микронов, и от них необходимо избавиться, поскольку они будут мешать движению протонных пучков. Прошла чистка и были разработаны более надёжные крепления к полу и новая сеть клапанов, предотвращающих слишком сильный рост давления внутри криостатов в случае аварийной ситуации. Именно из-за резко возросшего давления, в конечном счёте, и произошло повреждение магнитов. По последним данным, при благоприятном исходе ремонтных работ возобновление работы БАК произойдёт в июле 2009 года.
На следующем этапе испытаний будут производиться одновременные запуски пучков навстречу друг другу, чтобы наблюдать, что происходит при их «лобовых» столкновениях. Затем частицы будут сталкиваться на более высоких энергиях. Выход на энергию 14 ТэВ протон-протонного столкновения намечен на 2009 год.

### 2009 год
- 9 февраля 2009 года состоялось заседание директората ЦЕРНа, на котором был одобрен план работы БАК в 2009—2010 годах[16]. В соответствии с утверждённым расписанием, коллайдер будет охлаждён до рабочей температуры в августе, пучки начнут циркулировать в конце сентября, столкновения протонов начнутся в октябре. Но в середине июля 2009 года в секторах 8-1 и 2-3 обнаружена новая неисправность — недостаточная герметичность гелиевой криогенной системы. Поскольку все остальные ремонтные работы ведутся в срок, сейчас ожидается, что коллайдер будет готов к работе в середине ноября 2009 года. Главный пункт утверждённого плана: БАК будет работать непрерывно вплоть до осени 2010 года, в том числе и в течение зимы (не считая небольшой рождественской паузы). В 2010 году также возможно выделение времени и для экспериментов по столкновению ядер[17].

- 6 августа 2009 года появилось официальное сообщение, в котором говорится, что коллайдер заработает на энергии в 3,5 ТэВ на протон. Таким образом, полная энергия протон-протонных столкновений поначалу составит 7 ТэВ, что ниже не только проектной энергии 14 ТэВ, но и обсуждавшейся в последнее время первоначальной энергии 10 ТэВ[18].
- 16 октября 2009 года завершено охлаждение всех восьми секторов коллайдера, их температура установилась на отметке 1,9 К[19].
- 23-25 октября 2009 года — впервые с момента аварии были проведены испытания БАК. Пучки протонов и ионов свинца были запущены в ускорительное кольцо, по которому прошли несколько километров. Ожидается, что к 19 ноября все испытания будут завершены и протонные пучки пройдут уже по всему кольцу. Энергия пучков составит 3,5 ТэВ на протон, что составляет примерно половину от максимально возможной[20].
- 17 ноября 2009 года — последние тесты сверхпроводящих магнитов, системы безопасности и всей инфраструктуры. 98 % всех сильноточных электрических цепей уже прошли испытания для работы на энергии протонов 1,2 ТэВ — именно такой энергией физики планируют ограничиться в 2009 году[21][22][23][24].
- 20 ноября 2009 года — впервые после аварии 19 сентября 2008 года пучок протонов успешно прошёл по всему кольцу Большого адронного коллайдера[25].
- 23 ноября 2009 года — Европейский центр ядерных исследований объявил о том, что впервые на БАК было проведено столкновение пучков протонов, двигающихся со скоростями, близкими к скорости света, с суммарными энергиями порядка 900 ГэВ[26].
- В ночь с 29 на 30 ноября учёные довели энергию каждого из пучков протонов до значения 1180 ГэВ. Таким образом, БАК стал самым мощным ускорителем протонов в мире[27].
- Утром 7 декабря БАК был остановлен из-за проблем в системе охлаждения[28].
- 9 декабря 2009 года — столкновения пучков протонов на рекордной энергии — 2,36 ТэВ[29].
- 16 декабря 2009 года — БАК остановлен на период рождественских каникул[30].

### Сеанс Run 1: 2010—2012 годы
Сеанс Run 1 был начат на половинной энергии протонов — 3,5 ТэВ вместо семи.

#### 2010 год
- 4 января 2010 года — возобновились технические работы на БАК после рождественских каникул[32].
- 28 февраля 2010 года — после окончания некоторых технических и профилактических работ в коллайдере, работа возобновилась на пониженных энергиях (порядка 450ГэВ)[33].
- 18 марта энергия пучка протонов доведена до 3,5 ТэВ[34].
- 30 марта состоялись столкновения протонов с суммарной энергией 7 ТэВ[35]. Начался первый длительный сеанс научной работы БАК.
- На 22 апреля 2010 года собрана статистика, позволяющая уточнить для случая недоступной ранее энергии протон-протонных столкновений ряд параметров, плохо вычислимых из первых принципов. В частности, оценено количество заряженных частиц, рождающихся в столкновении, а также их распределение по псевдобыстроте[36]. Эти данные позволят более эффективно наладить анализ данных, поступающих с детекторов.
- 24 июня показано отсутствие асимметрии протонов и антипротонов[37].
- 19 августа получено ограничение на энергию возбуждённых состояний кварков для моделей, где такие состояния существуют[38].
- 19 сентября эксперимент LHCb представил первые данные по рождению прелестных мезонов[39].
- 22 сентября обнаружен новый физический эффект, не предсказанный существующей теорией. Среди сотен частиц, которые рождаются при столкновении протонов, обнаружились пары, движения которых связаны друг с другом[40]. Тем не менее данный эффект не стал для экспериментаторов полной неожиданностью, поскольку очень похожий эффект был обнаружен в 2007 году в столкновении ядер на коллайдере RHIC[41]. В случае столкновений ядер предлагается следующее объяснение. Летящие с околосветовой скоростью ядра сильно сплющиваются в продольном направлении и выглядят скорее «блинами», чем «шариками». В первый момент после столкновения два ядра-«блина» пролетают друг сквозь друга, но столкновение не проходит для них незаметным, и в пространстве между ними возникает совершенно особое состояние материи, которое получило название «глазма», glasma (англ.), и из которого затем получается комок кварковых и глюонных полей. Теоретические расчёты показывают, что в «глазме» глюонные силовые поля формируются между двумя пролетевшими ядрами в виде продольных трубок. Каждая такая трубка растянута в большом диапазоне по полярным углам, но имеет фиксированный азимутальный угол. Эта трубка получается вытянутой вдоль потому, что именно в этом направлении движутся частицы. Когда она распадётся на частицы, то они в момент рождения оказываются автоматически скоррелированными по азимутальному углу[42][43].
- 24 сентября на детекторе CMS впервые зарегистрировано парное рождение Z-бозонов. Это событие может быть связано с бозоном Хиггса, который может образовываться в ходе столкновений протонов. Он должен распадаться на ряд других частиц, в частности Z-бозоны, которые могут быть зарегистрированы детекторами коллайдера. Непосредственно Z-бозоны детекторы зафиксировать не могут из-за чрезвычайно короткого времени жизни этих элементарных частиц (около 3⋅10−25 секунды), однако они могут «поймать» мюоны, в которые превращаются Z-бозоны. CMS зарегистрировал рождение четырёх мюонов. Тем не менее, как отмечают учёные, одного подобного события недостаточно, чтобы делать определённые выводы: чтобы доказательно говорить о рождении бозона Хиггса, необходимо зарегистрировать множество событий рождения пар Z-бозонов[44][45][46].
- 4 октября начались эксперименты с 200 сгустками на пучок. Светимость БАКа в таком режиме работы превысила 6⋅1031 см−2с−1, то есть возросла в 10 000 раз с момента первых столкновений на полной энергии 7 ТэВ[47].
- 4 ноября закончились эксперименты в 2010 году в режиме протон-протонных столкновений. В течение последней недели октября эксперименты велись с 368 сгустками на пучок. Пиковая светимость достигала значений 2⋅1032 см−2с−1, а за один ночной сеанс набора данных накапливалась интегральная светимость около 6 пикобарн−1[48]. Полная интегральная светимость, накопленная в основных детекторах коллайдера к ноябрю, составляет примерно 50 пикобарн−1, в то время как первые научные данные, представленные в июле на ICHEP-2010 (главной конференции года по физике элементарных частиц), базировались на светимости 0,2 пикобарн−1. Накопленная к настоящему времени статистика обрабатывается, и соответствующие научные результаты будут представлены на зимних и весенних конференциях 2010—2011. Сразу после завершения протон-протонных столкновений БАК переключился на столкновения тяжёлых ионов (ионов свинца); в таком режиме он проработает примерно до рождественских каникул, затем последует остановка, а в январе 2011 года возобновятся эксперименты с протонными пучками[49][50]. Первые тестовые запуски ионных сгустков начались во второй половине дня[51].
- 7 ноября зарегистрированы столкновения ядер с полной энергией 5,74 ТэВ в трёх основных детекторах — ATLAS, CMS и специально адаптированном под ядерные столкновения детекторе ALICE[51].
- 14 ноября количество сгустков в каждом из двух встречных ионных пучков доведено до 121 (проектная величина — 592), а мгновенная светимость достигла 2⋅1025 см−2с−1 (2 % от проектной величины). Столь быстрый рост количества сгустков (за неделю) связан с тем, что магнитная система ускорителя и система безопасности были тщательно настроены и отлажены во время протонных сеансов работы. С другой стороны, не столь высокий уровень светимости по сравнению с протон-протонным режимом работы не является критичным для тех вопросов, которые будут изучаться в режиме ядерных столкновений. Самой важной характеристикой является частота интересных столкновений[48]. В протонных столкновениях интересные события происходят редко и имеют сечение меньше нанобарна, что при светимости 1032 см−2с−1 даёт не более нескольких событий в минуту, но для изучения кварк-глюонной плазмы в ядерных столкновениях достаточно почти каждого прямого соударения двух ядер, имеющего сечение примерно 8 барн, поэтому частота интересных событий достигает десятка в секунду[52].
- 18 ноября в arXiv.org появились две статьи коллаборации ALICE. В этих статьях изложены первые результаты, полученные в столкновениях ядер свинца. В одной из них речь идёт об общем количестве частиц, рождавшихся в столкновениях ядер «лоб в лоб», а в другой изучается эффект, возникающий при нецентральном столкновении ядер, — эллиптический поток, позволяющий лучше понять свойства кварк-глюонной плазмы. Обнаружение эллиптического потока в эксперименте свидетельствует о том, что в столкновении ядер образовывается некоторое текучее состояние, то есть кварк-глюонная плазма. Как и в любом сплошном веществе, это состояние характеризуется тем, что его частицы постоянно сталкиваются друг с другом, а не «пролетают» мимо. Это означает, что для такого вещества можно приблизительно определить температуру, энтропию, вязкость и другие гидродинамические и термодинамические величины, изучать фазовые переходы при остывании и т. д.[53]
- 2 декабря в ЦЕРНе прошла презентация первых результатов, полученных в столкновении ядер свинца. Три экспериментальные группы (коллаборации экспериментов ATLAS, CMS и ALICE) выступили с докладами[54]. Коллаборация ATLAS рассказала об обнаруженном дисбалансе адронных струй, который свидетельствует о «гашении струй» (англ. jet quenching) в кварк-глюонной плазме[55]. Коллаборация CMS также представила данные по дисбалансу струй и, кроме того, изложила результаты по рождению тяжёлых мезонов (J/ψ и Υ), а также Z-бозонов, которые до этого никогда не регистрировались в столкновении ядер. Коллаборация ALICE, детектор которой оптимизирован именно для ядерных столкновений, представила гашение струй несколько иначе — через распределение рождённых адронов по поперечному импульсу. Представлены также данные по эллиптическому потоку и первые измерения физических параметров (объём, время жизни до остывания, вязкость) внутри сгустка кварк-глюонной плазмы. Кроме того, детектор ALICE «увидел» некоторые лёгкие антиядра — антидейтерий, антитритий, антигелий-3[56].
- 6 декабря состоялся последний в 2010 году сеанс работы с пучками. Коллайдер остановлен на рождественские и новогодние праздники, работы возобновятся 24 января 2011 года, а протонные пучки будут вновь запущены в ускоритель в середине февраля[57].
- 17 декабря в ЦЕРНе состоялась конференция, на которой представлены доклады коллабораций всех шести детекторов коллайдера, посвящённые результатам работы Большого адронного коллайдера в 2010 году[58]. С технической точки зрения работа коллайдера единодушно признана успешной, поскольку были достигнуты все цели, поставленные на 2010 год: выход на светимость выше 1032 см−2с−1, успешная работа с несколькими сотнями сгустков, хорошо отлаженный цикл работы коллайдера. Важным достижением стала корректная настройка систем безопасности и мониторинга пучков: суммарная энергия всех протонов, циркулирующих в ускорителе, достигала 28 мегаджоулей, что на порядок превышает предыдущее достижение[59]. Коллаборация CMS представила первые предварительные результаты по поиску суперсимметричных частиц. Свидетельств в пользу существования этих частиц в набранной статистике не обнаружено[60].

#### 2011 год
- В начале февраля появились сообщения о том, что детектор LHCb обнаружил два новых распада Bs-мезонов, то есть мезонов, имеющих в своём составе как «странный кварк» (s-кварк), так и «прелестный кварк» (b-кварк). Интерес к ним обусловлен тем, что в их распаде можно наблюдать CP-нарушение, а возможно, и следы новых частиц или взаимодействий.[61]
- 13 марта на Большом адронном коллайдере возобновлены столкновения стабильных протонных пучков с рабочей энергией 3,5 ТэВ на пучок и светимостью чуть выше ⋅1030 см−2с−1.[62]
- 22 апреля на БАК установлен мировой рекорд пиковой светимости для адронных коллайдеров — 4,67⋅1032 см−2·сек−1. Предыдущий рекорд был установлен ускорителем Тэватрон в 2010 году, тогда светимость составила 4,02⋅1032см−2·сек−1[63].
- 17 июня светимость, набранная ATLAS и CMS за 2010—2011 годы, превысила 1 фбн−1.[64][65]
- В результате обработки данных эксперимента OPERA[66], набранных с 2008 по 2011 год в лаборатории Гран-Сассо (англ. Laboratori Nazionali del Gran Sasso) совместно с ЦЕРН, сообщается о статистически значимом указании на превышение скорости света мюонными нейтрино.[67] Сообщение об этом, сопровождавшееся публикацией в архиве препринтов[68], сделано 23 сентября 2011 года в ЦЕРНе. Полученные результаты подвергаются сомнению, поскольку они не согласуются не только с теорией относительности, но и с другими экспериментами с нейтрино[69]. Планируется перепроверить полученные результаты в экспериментах MINOS (Fermilab, США) и T2K[англ.] (Камиока, Япония) (кроме Гран-Сассо, только две лаборатории в мире способны на это). Имеется предположение, что «сверхсветовая скорость» была вызвана неучтенными релятивистскими эффектами движения спутников GPS относительно пучка нейтрино.[70][71]
- 30 октября закончена программа протонной физики на 2011 год. На момент закрытия программы светимость составила почти 6 фбн−1 (светимость 5 фбн−1 была достигнута 18 октября)[72].
- 15 ноября начаты столкновения ионов свинца. При 170 сгустках в пучке пиковая светимость составляет 1,5⋅1026 см−2·сек−1, что в 5 раз выше прошлогодних показателей.[73][74]
- 7 декабря завершена программа ионной физики. При столкновении 358 сгустков пиковая светимость составила 5,0⋅1026 см−2·сек−1. В результате экспериментов в 2011 году накоплена интегральная светимость 163,6 мкбн−1 (ATLAS), 143,6 мкбн−1 (ALICE) и 149,6 мкбн−1 (CMS)[75].
- 21 декабря объявлено об открытии новой элементарной частицы {\displaystyle \chi _{b}(3S)}, состоящей из b- и анти-b-кварка (кварконий).[76]

#### 2012 год
- 14 марта завершено охлаждение всех магнитов, в коллайдере появились первые пучки. Энергию пучков решено увеличить до 4 ТэВ[77].
- 16 марта протоны впервые разогнаны до энергии 4 ТэВ[77].
- 5 апреля начаты первые столкновения протонных пучков на энергии 4 ТэВ[78].
- 10 апреля Яндекс запустил поиск для ЦЕРНа для использования в LHCb[79].
- 26 апреля коллаборацией CMS объявлено об обнаружении теоретически предсказанной частицы Ξb*0 с разностью массы 14,84 ± 0,74 ± 0,28 МэВ по сравнению с суммой масс Ξb− и π+ в результате обработки статистики 5,3 фбн−1[80][81].
- 15 мая коллабораций LHCb объявлено об обнаружении частиц {\displaystyle \Lambda _{b}^{0*}(5912)} (статистическая значимость 4,9σ) и {\displaystyle \Lambda _{b}^{0*}(5920)} (10,1σ) в ходе обработки статистики 1,0 фбн−1[81][82].
- 4 июля коллаборации ATLAS и CMS объявили о нахождении бозона массой 125.3 ± 0.6 ГэВ. Характеристики этой частицы довольно точно соответствуют предсказанному ранее бозону Хиггса. Является ли эта частица бозоном Хиггса, пока остаётся под вопросом.[83]
- 17 декабря завершена программа протонной физики в 2012 году, детекторами ATLAS и CMS набрано по 23,27 фбн−1 интегральной светимости.[84]

### Техническая пауза LS1: 2013—2015 годы

#### 2013 год
- 14 февраля коллайдер остановлен для планового апгрейда ускорителя и детекторов. К концу 2014 года ожидается рост энергии ускоряемых пучков протонов с 4 до 6.5-7 ТэВ[85].
- 15 февраля завершен сеанс протон-ионных столкновений, в результате которого была набрана интегральная светимость около 31 нбн−1 на детекторах ATLAS, CMS и ALICE и 2,1 нбн−1 на LHCb[86].

Коллайдер проработал до февраля 2013 года, когда был закрыт на долговременный ремонт. Ремонт и улучшение заняли два года (остаток 2013 года и весь 2014 год).

#### 2014 год
- В конце ноября 2014 года начались проверочные пуски протонов в детекторе LHCb[89].

### Сеанс Run 2: 2015—2018 годы
За сеанс Run 2 планируется набрать как минимум 120 fb-1 в детекторах ATLAS и CMS.

#### 2015 год
- Планировалось, что в марте 2015 года коллайдер будет перезапущен, учёные собираются сконцентрироваться на поисках частиц тёмной материи и суперсимметрии[91], но 21 марта в ходе тестов по подаче напряжения на сверхпроводящие магниты обнаружилось, что в цепи электропитания одного из магнитов присутствует замыкание на «землю», возникшее из-за мельчайшего металлического обломка, проблема решается[92].
- 11 апреля протоны разогнаны до 6,5 ТэВ, техники продолжат проверки оборудования и управляемость пучков[93].
- 21 мая произошло столкновение встречных пучков протонов с энергией 6,5 ТэВ, была настройка коллиматоров, обеспечивающих параллельность пучков.[94].
- 3 июня начался сбор научных данных на полной энергии столкновений 13 ТэВ, что начало новый этап работы коллайдера Run 2[95].
- 14 июля LHCb заявил об открытии класса частиц, известного как пентакварки.[96][97]
- 2 ноября закончилась работа в режиме протонных столкновений[98].

#### 2016 год
25 марта после остановки на зиму протонные пучки запущены в коллайдер.
С перерывом на зиму, сбор статистики протон-протонных столкновений прошел до октября 2016 года, после чего коллайдер в ноябре и начале декабря около месяца проводил столкновения протонов с ядрами свинца. Далее коллайдер снова был остановлен на зиму (долгая остановка на ремонт и обновление).

#### 2017 г. (план и реальность)
Технические работы займут первую половину года. Сбор статистики начнётся лишь в начале лета и пройдёт до зимы. Повышения энергии протонов в пучках (с 13 ТэВ до 14 ТэВ) не будет в 2017 и 2018 годах, так как переход к 14 ТэВ потребует более длительной кампании по тренировке магнитов и запланирован только в сеансе Run 3. Вопреки наметившейся традиции, согласно которой ежегодно выделяется месяц на ядерные столкновения, они в этом году проводиться не будут.
18 апреля была подтверждена проблема с лептонной универсальностью.
Как стало известно 29 августа, в ячейке ускорительного кольца с кодовым номером 16L2 (16 ячеек влево от точки 2) вот уже три недели случаются эпизоды, когда из пучков вдруг начинают выбывать протоны, из-за чего происходит резкое энерговыделение, и система безопасности коллайдера даёт сигнал на сброс пучка.
В октябре впервые сталкивались ядра ксенона для исследования кварк-глюонной плазмы: определение критической энергии, необходимой для её образования.
За 2017 год было открыто 5 адронов.

#### 2018 г. (план и реальность)
Планируется накопить в 2018 году в детекторах ATLAS и CMS интегральную светимость как минимум 50 fb-1.
В конце года выделен месяц на ядерные столкновения.

### Техническая пауза LS2: 2019—2020 годы
Техническая пауза Long Shutdown 2 — второй длительный перерыв на оптимизацию ускорителя и повышение энергии протонов до проектных 7 ТэВ.

### Дальнейшие планы, начиная с 2015 года
После перезапуска коллайдера весной 2015 года учёные собираются сконцентрироваться на поисках частиц тёмной материи и суперсимметрии. Этот этап планируется до декабря 2017 года. С января по декабрь 2018 года планируется остановка на оптимизацию ускорителя. Далее, после набора действующим LHC интегральной светимости 300 фб−1, ориентировочно с начала 2024 года начнётся, собственно, модернизация коллайдера по проекту HL-LHC, которая займёт 2.5 года. Заявленная цель модернизированного коллайдера — набор 3000 фб−1 за 10 лет. Считается, что проект проработает до 2034 года, но уже в 2014 физики ЦЕРНа начали подготовку к реализации иных коллайдеров, их мощность будет в 10 раз больше. Начато изучение возможности строительства коллайдера периметром до 100 км. Проект получил название FCC (Future Circular Collider), он объединяет последовательное создание электрон-позитронной машины (FCC-ee) с энергией 45-175 ГэВ в пучке для изучения Z-, W-, Хиггс-бозонов и t-кварка, а затем, в том же тоннеле, адронного коллайдера (FCC-hh) на энергию до 100 ТэВ.
На 2019 год Россия и Церн заинтересованы в участии России в модернизации коллайдера.